# Eloy Alfaro
José Eloy Alfaro Delgado (Montecristi, 25 de junio de 1842-Quito, 28 de enero de 1912) fue un militar, comerciante, revolucionario y político ecuatoriano, presidente de Ecuador en dos ocasiones en períodos que comprenden entre 1895 a 1901 y 1906 a 1911. Fue general de división del Ejército del Ecuador desde 1895, principal líder de la revolución liberal ecuatoriana (1895-1924) y fundador del extinto Partido Liberal Radical Ecuatoriano. Por su rol central en las batallas de la revolución y por haber combatido al conservadurismo por casi treinta años, es conocido como el Viejo Luchador. En ninguno de sus mandatos llegó al poder político por elección popular, siempre fue por medio de golpes de Estado ejecutados por los revolucionarios, luego de lo cual se llamaba a asamblea constituyente para legitimar el poder.
Eloy Alfaro inició su lucha siendo uno de los principales opositores contra el régimen conservador católico de Gabriel García Moreno durante los años 60 del siglo xix, participando en varias conspiraciones contra García Moreno,motivo por el que se exilio en Panamá hasta el magnicidio de García Moreno, fue parte clave en la caída del gobierno de Antonio Borrero,y de Ignacio de Veintimilla, las fuerzas revolucionarias lo nombraron Jefe Supremo de las provincias de Manabí y Esmeraldas, durante su rebelión en febrero de 1883,rebelión que terminó el 11 de octubre del mismo año cuando fue organizado un gobierno provisional que restauró el conservadurismo en el poder, el 5 de junio de 1895, el pueblo de Guayaquil se pronuncia en contra del presidente interino Vicente Lucio Salazar y lo nombra Jefe Supremo, por lo que Eloy Alfaro vuelve al país desde el destierro en Panamá y se da inicio a la Revolución liberal y a una corta guerra civil con la que conquista el poder político.
El 17 de enero de 1897 es nombrado Presidente Constitucional con Manuel Benigno Cueva (tío del futuro Presidente Isidro Ayora Cueva) en el papel de vicepresidente, hasta el 1 de septiembre de 1901, con lo cual entre sus principales logros estuvo la separación entre Iglesia y Estado. Después de su primer gobierno, apoyó a su sucesor, Leónidas Plaza Gutiérrez, pero poco tiempo después surgieron diferencias entre ambos. Se opuso contra el gobierno de Lizardo García el 1 de enero de 1906 y a pocos días, el 17 de enero, se proclama Jefe Supremo y gobernó hasta el 12 de agosto de 1911. En el segundo período de gobierno de Alfaro se realizaron varios cambios, entre los cuales consta la legalización del divorcio, la construcción de numerosas escuelas públicas, se instauró la libertad de expresión, se instituyó el laicismo, el derecho a la educación gratuita, así como el matrimonio civil. Sin embargo, se considera como el mayor logro de este período el haber finalizado la construcción del Ferrocarril Transandino del Ecuador que unió las ciudades de Guayaquil y Quito. Esto ayudó a la creación de la empresa ferrocarrilera dirigida por el empresario quiteño Marco Antonio Benavides; que se convirtió, años después, en la mano derecha de Eloy Alfaro.
Después del cese de sus funciones, durante el gobierno de Emilio Estrada Carmona, Alfaro cuestionó severamente la administración del Presidente y pronto los coidearios de Alfaro, empezaron a organizar una serie de sublevaciones militares. Alfaro fue desterrado a Panamá durante el gobierno interino de Carlos Freile Zaldumbide. El 4 de enero de 1912 volvió al país y pronto se propuso dialogar con el Gobierno, sin embargo, el general Leónidas Plaza lo encarceló en el Penal García Moreno. El 28 de enero de 1912, un tumulto de personas en Quito ingresaron a la cárcel donde estaban detenidos Alfaro, sus familiares, y amigos, y después de un linchamiento, arrastraron los cuerpos de los líderes liberales por las calles de Quito hasta el parque "El Ejido" donde finalmente los incendiaron.
Se considera que su legado más importante fue la defensa de los valores democráticos, la unidad nacional, la integridad territorial del Ecuador, el laicismo, la modernización de la sociedad ecuatoriana, la educación, y los sistemas de transporte y comunicación. La Escuela Superior Militar del Ejército Ecuatoriano lleva su nombre, así como el buque insignia de la Escuadra Naval, instituciones educativas (colegios, escuelas y academias) y múltiples avenidas, calles y plazas en todo el Ecuador. Eloy Alfaro es considerado como el mejor presidente de la historia del Ecuador, siendo uno de los gobernantes y líderes más sobresalientes y con mayor impacto en la vida del país.

## Biografía

### Primeros años

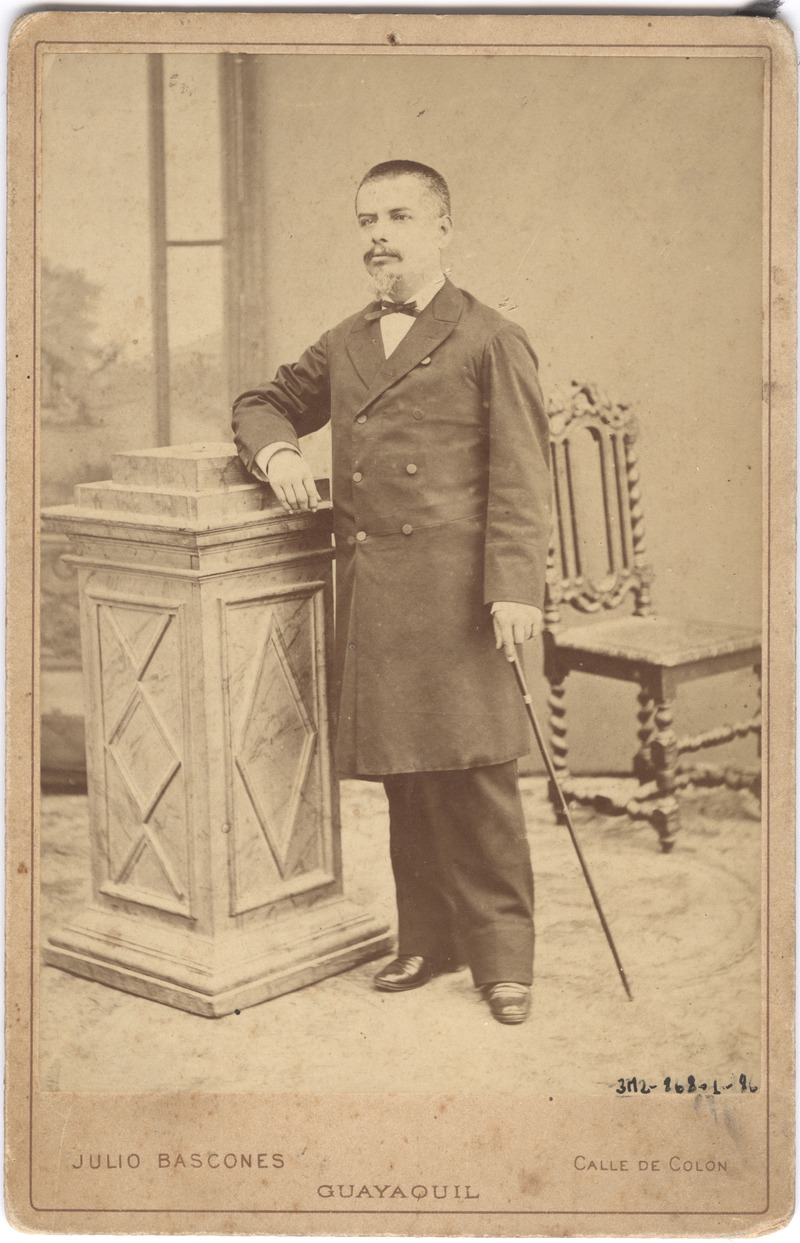
Imagen del expresidente ecuatoriano José Eloy Alfaro Delgado (1842-1912), miembro del Partido Liberal Radical.

José Eloy Alfaro Delgado nació en Montecristi el 25 de junio de 1842. Su padre fue Don Manuel Alfaro y González, un republicano español oriundo de Cervera del Río Alhama, La Rioja, nacido el 18 de diciembre de 1796, quien llegó al actual Ecuador en calidad de exiliado político (hijo de Antonio Alfaro Colmenares y de su esposa Leandra González Larrañaga y nieto paterno de Antonio Alfaro y de su esposa María Manuela Colmenares), y María de la Natividad Delgado López, nacida en Montecristi el 8 de septiembre de 1808, hija de Rafael de la Cruz Delgado, que fue en repetidas ocasiones regidor del Cabildo colonial de Montecristi, y de su mujer María de la Cruz López Prieto.

### Activismo liberal

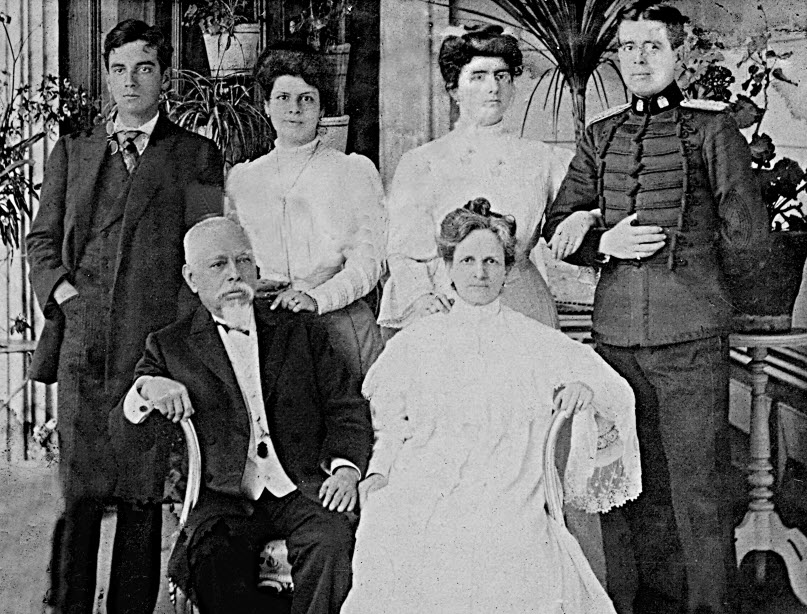
Familia del general Eloy Alfaro Delgado en 1908. Delante: Eloy Alfaro Delgado, Ana Paredes de Alfaro. Atrás (izquierda a derecha): Colón Eloy Alfaro Paredes, Colombia Alfaro Paredes, América Alfaro Paredes, Olmedo Alfaro Paredes.

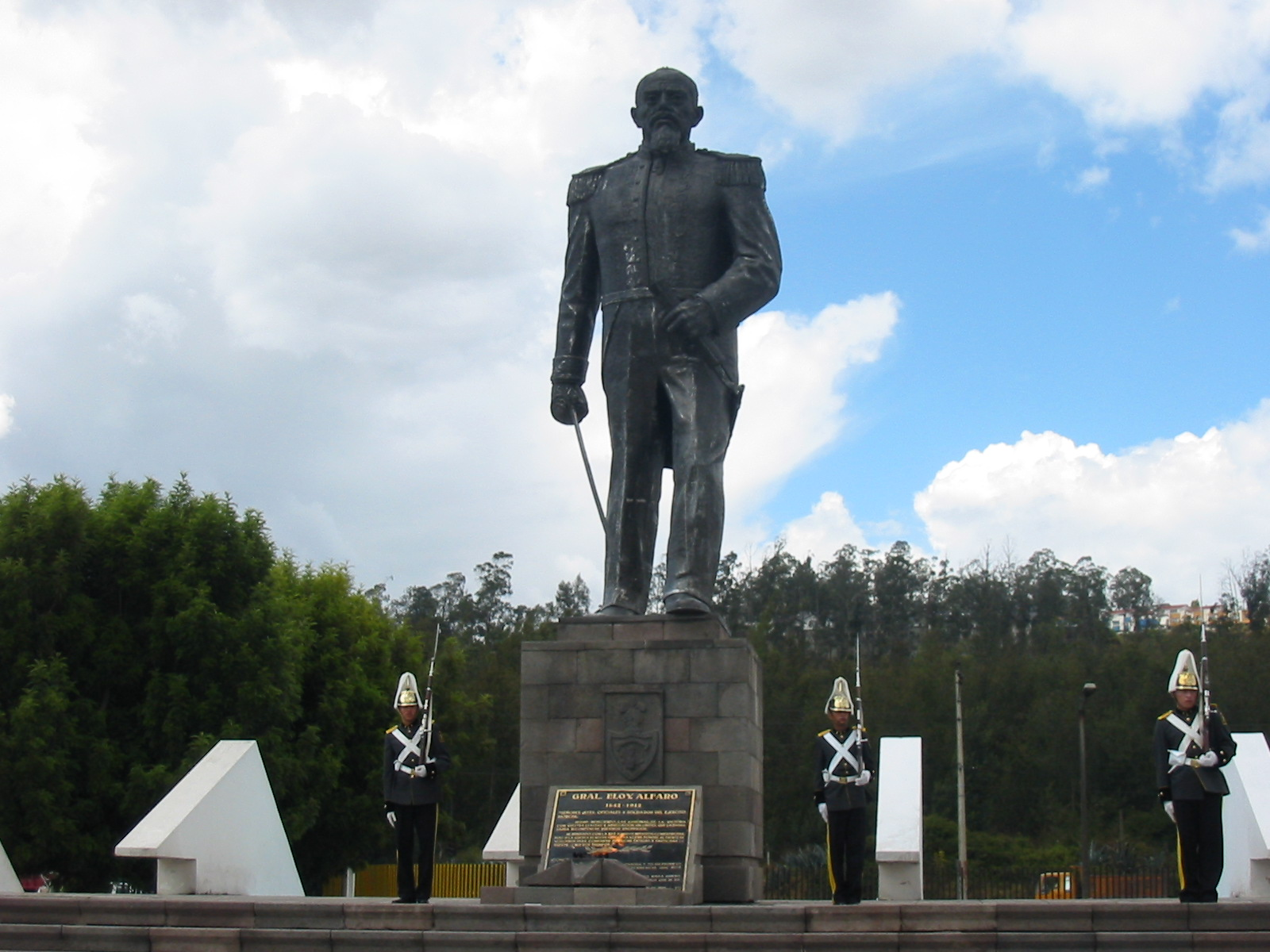
Monumento a Eloy Alfaro en la escuela Superior Militar Eloy Alfaro.

José Eloy Alfaro Delgado recibió su instrucción primaria en su lugar natal y al concluir esos estudios, se dedicó a ayudar a su padre en los negocios. En su juventud fruto de una relación amorosa tuvo un hijo ilegítimo llamado Rafael.
Al enterarse, el joven Eloy Alfaro, de que el presidente Gabriel García Moreno había pedido el protectorado a Francia, se unió a las filas liberales. A los 22 años de edad empuñó las armas contra García Moreno, pero tuvo que salir del Ecuador porque la conspiración urdida por el general Manuel Tomás Maldonado había sido sofocada. Corría 1864. Al año siguiente regresó para combatir junto al general José María Urbina en el Combate naval de Jambelí (1865).
Derrotado y perseguido, Alfaro se exilia en Panamá, departamento de Colombia todavía, en donde dedicado al comercio adquirió riqueza y contrajo matrimonio con Ana Paredes Arosemena, panameña de 16 años de edad, y con quien tuvo nueve hijos. En Panamá conoció a Juan Montalvo, a quien protegió y financió la edición de algunos de los inmortales ensayos. Muerto el presidente Gabriel García Moreno en 1875, Alfaro regresó a Ecuador, luchó por la abolición de la octava constitución política conocida como Carta Negra y por la convocatoria de una asamblea constituyente.
Se unió al general Ignacio de Veintemilla en la llamada Revolución de Veintemilla y se distinguió en el Combate de Galte, la batalla que consolidó la Jefatura Suprema del general y recibió el grado de coronel. Pronto se decepcionó de él, volviendo a Panamá, regresó a Guayaquil en abril de 1878 para combatirlo. En noviembre de ese año fue apresado y cargado de grillos hasta marzo de 1879. Gracias a la valiente defensa de Montalvo fue puesto en libertad y expulsado a Panamá. Como su fortuna material había venido a menos, pues con ella financiaba su activismo libertario y porque Panamá había entrado en crisis económica, Alfaro cayó en la pobreza. Trabajó como periodista, pero volvió a la lucha armada en 1882 al proclamarse Veintemilla nuevamente dictador. Cuando Alfaro contó a su madre que se aproximaba la guerra civil, recibió de ella esta bendición: 'Bien está. Vaya usted a cumplir sus deberes con la patria'.
Se embarcó para Esmeraldas y asumió la dirección del movimiento armado, pero fue vencido y tras un escape prodigioso y lleno de sufrimientos a través de los Andes y la selva llegó a Panamá. Volvió otra vez a combatir en la campaña de la Restauración, lo que le valió ser nombrado Jefe Supremo de Manabí y Esmeraldas. Los opositores le echaron en cara el decreto del 2 de julio de 1883, en el que ordenaba que los "sindicados sean juzgados sumaria y verbalmente sin apelación" y que "los bienes de todos estos criminales se les confisquen mientras dure la guerra y para emplearlos en sostener la guerra".
Sus tropas fueron las primeras en cercar a Guayaquil. Combatió en la batalla del 9 de julio de 1883 y entró triunfante en la ciudad. Convocada la asamblea constituyente de 1884, renunció a la Jefatura Suprema de Esmeraldas y Manabí, recibió la confirmación de su grado de general y se exilió del Ecuador.
Poco después, volvió para combatir al presidente José María Plácido Caamaño y liderar a los montoneros en la conocida como Revolución de los Chapulos. En diciembre de 1884 perdió el Combate naval de Jaramijó en el vapor "Pichincha", antes "Alajuela" (como la ciudad donde fue exiliado en Costa Rica y donde iniciado en la francmasonería regular), contra la flotilla del presidente Caamaño, comandada por el general Reinaldo Flores. Para no rendirse, encalló la nave y la incendió. Escapó a Panamá atravesando Colombia en una odisea plagada de dificultades de la que salió nimbado con la aureola de héroe mítico siempre derrotado pero jamás definitivamente vencido. "General de las Derrotas" lo llamaban entre despectivos y asombrados sus grandes enemigos conservadores.
Durante sus exilios, recorrió Centroamérica, siendo el Congreso de Nicaragua el que le otorgó el grado de General de División en ese país. Según declaró el gobierno del presidente Rafael Correa en 2012, Alfaro nunca llegó a ser general en el Ejército ecuatoriano, por lo que Correa lo ascendió post mortem al grado de General de Ejército, máxima jerarquía del Ejército ecuatoriano en la actualidad, pero que no existía en su época, en una ceremonia especial el 5 de junio de 2012.
Historiadores militares como el exalcalde de Quito y héroe de la Guerra del Cenepa, general (r) Paco Moncayo, aclararon que Eloy Alfaro fue legalmente General de División del Ejército del Ecuador desde el 24 de agosto de 1895.<!R1> y que no fue "General de Ejército" por no existir ese rango en su época. Alfaro fue ascendido por el Consejo de Ministros cuando ya ostentaba la Jefatura Suprema de la República, según reza el decreto respectivo, que menciona sus triunfos en los combates de la guerra civil de ese año, como Gatazo.
Moncayó precisó que según documentos del Ministerio de Guerra y Marina del Ecuador de 1900, que publicó en ese año el Escalafón Militar de los generales ecuatorianos, con sus respectivas antigüedades, Eloy Alfaro fue nombrado General de Brigada el 2 de febrero de 1883, durante la guerra civil que derrocó al general Ignacio de Veintimilla, quien ejercía de "Jefe Supremo y Capitán General de los Ejércitos de la República", es decir, de dictador.<!R2>

## Presidencia del Ecuador

### Primer Gobierno (1895-1901)
La crisis originada por la Venta de la Bandera originó una serie de levantamientos armados en el país, provocando la renuncia del presidente Luis Cordero Crespo en 1895 y asumiendo interinamente el poder ejecutivo el entonces vicepresidente Vicente Lucio Salazar.
El 5 de junio de 1895 estalló la Revolución Liberal de Ecuador, cuando en una asamblea popular reunida en Guayaquil decide desconocer al gobierno interino de Vicente Lucio Salazar y nombrar como Jefe Supremo de la República a José Eloy Alfaro Delgado, que regresando del exilio lideró con éxito a las fuerzas rebeldes en la Batalla de Gatazo (14 de agosto de 1895) lo que le permite asumir el poder político como dictador al derrotar a las fuerzas gobiernistas.
La primera medida fue exonerar a los indígenas del pago de la contribución territorial y del trabajo subsidiario, y gobernar con todos los sectores del liberalismo. La segunda, aplacar a la Iglesia católica: escribió al papa León XIII para presentarse y le pidió que canonizara a la quiteña Mariana de Jesús de Paredes. El Papa le contestó con paternal bondad, pero la Iglesia local no estaba dispuesta a la paz. "Rechace el Señor a los espíritus infernales (del liberalismo)", arengaba el huido obispo de Manabí, que dirigió una invasión desde Colombia, mientras el desterrado obispo de Loja lo hacía desde el Perú. Los conservadores se sublevaban en el norte, en el centro y en el sur de la Sierra. Los predicadores incitaban a la guerra santa. Hubo abusos y desmanes: el coronel Manuel Antonio Franco, el hombre duro de Alfaro, expulsó a los capuchinos de Ibarra. Las tropas liberales asaltaron el Palacio Arzobispal de Quito, quemaron la biblioteca y el archivo, injuriaron al arzobispo Pedro Rafael González y Calisto paladín de la cruzada antiliberal, e hicieron la parodia de fusilarlo si no gritaba "!Viva Alfaro!".
El arzobispo respondió que "¡Viva hasta que muera!". Se persiguió a los hermanos de la Salle, a los padres salesianos y redentoristas y se apresó a algunos sacerdotes y religiosos, sobre todo, a los dominicos. Y expulsó de la misión del Napo a los jesuitas, "destruyendo con un sólo mandato sacrificios, beneficio y costos sostenidos durante muchas décadas, interrumpiendo así... la defensa del territorio oriental", como señala el historiador Luis Robalino Dávila. El coronel Antonio Vega Muñoz al mando de fuerzas conservadoras tomó Cuenca el 5 de julio de 1896. Cuenca estaba psicológica y militarmente preparada para resistir. Por las noches, indios, sirvientes, patrones y sacerdotes salían en procesión de antorchas cantando la letanía: "Del indio Alfaro, líbranos, Señor". El propio Alfáro tuvo que tomar la ciudad al mando de un poderoso ejército. La campaña duró dos meses. Se peleó calle por calle y casa por casa. Cuenca se defendió hasta con agua y aceite hirviendo. El 23 de agosto de 1896, la ciudad se rindió. Hubo 1250 muertos.
En Quito, la represión a los conservadores fue durísima: la Universidad y sus profesores fueron ultrajados y los periódicos, clausurados. En el cementerio de San Diego, el periodista Víctor León Vivar daba el adiós a los restos mortales de Pablo Herrera González, académico de la Lengua y prominente político conservador. Cuando abandonaba el cementerio, fue cazado entre las tumbas por soldados alfaristas y acribillado a balazos. Pese a esta guerra religiosa y regionalista, el Gobierno dictatorial gobernó: canalizó Guayaquil, construyó el mercado de Quito, reformó los aranceles, suspendió el pago de la deuda externa, apoyó la independencia de Cuba ante la reina de España, María Cristina, convocó un Congreso Internacional Americano en México para fomentar la unión latinoamericana, que no tuvo éxito, y llamó a elecciones para la asamblea constituyente para restaurar el orden jurídico. Casi todos los elegidos fueron liberales y gobiernistas.
La asamblea se reunió en Guayaquil el 9 de octubre de 1896. Cuatro días antes, un tercio de Guayaquil había sido pasto de las llamas. Las pérdidas llegaron a 18 millones de sucres. La asamblea trasladada a Quito por el incendio eligió a Eloy Alfaro Delgado Presidente Constitucional de la República el 17 de enero de 1897 por 51 votos, más 12 votos en blanco, y promulgó la undécima Constitución el 14 de enero de 1897. Ésta consagró la libertad de cultos, abolió la pena de muerte, estableció la igualdad de los ciudadanos ante la Ley y quitó el privilegio de fuero para los delitos comunes.
Cuatro cuidados principales ocuparon la atención de Alfaro en este período: las relaciones con la Iglesia católica, el ferrocarril, la obra pública, la paz interna y externa. La libertad de cultos violaba el Concordato con la Santa Sede. Alfaro intentó renegociarlo de modo que Roma aceptara la separación entre la Iglesia y el Estado. La Santa Sede se mostró más flexible que la Iglesia local, pero no se llegó a un acuerdo. El Congreso Extraordinario de 1899 resucitó el Patronato real, que sometía la Iglesia al Estado. Lo hizo para impedir que el clero participara en la política partidista y para "inducirlo a vivir nuestra vida republicana... mediante el ejercicio sublime, pero exclusivo, de su ministerio", como dijo Alfaro.
En 1900, se estableció la Dirección General de Registro Civil, Identificación y Cedulación con lo que se arrebató a la Iglesia católica un instrumento de información y control ciudadano. Los cementerios pasaron a ser administrados por el Estado. Entonces el delegado apostólico de la Santa Sede para América del Sur, monseñor Pietro Gasparri, negoció con el canciller José Peralta, cabeza ideológica del radicalismo. Conferenciaron en Santa Elena, Guayas, y firmaron protocolos de reconciliación, que, al tiempo de ser ejecutados por el nuncio apostólico Bavona, fueron desconocidos por Peralta. El secretario de Estado de la Santa Sede protestó. 
En 1897, Alfaro celebró un contrato con el empresario estadounidense Archer Harman, de confesión protestante, para la terminación del ferrocarril Guayaquil-Quito. Desde Durán había construidos 70 kilómetros de línea estrecha.

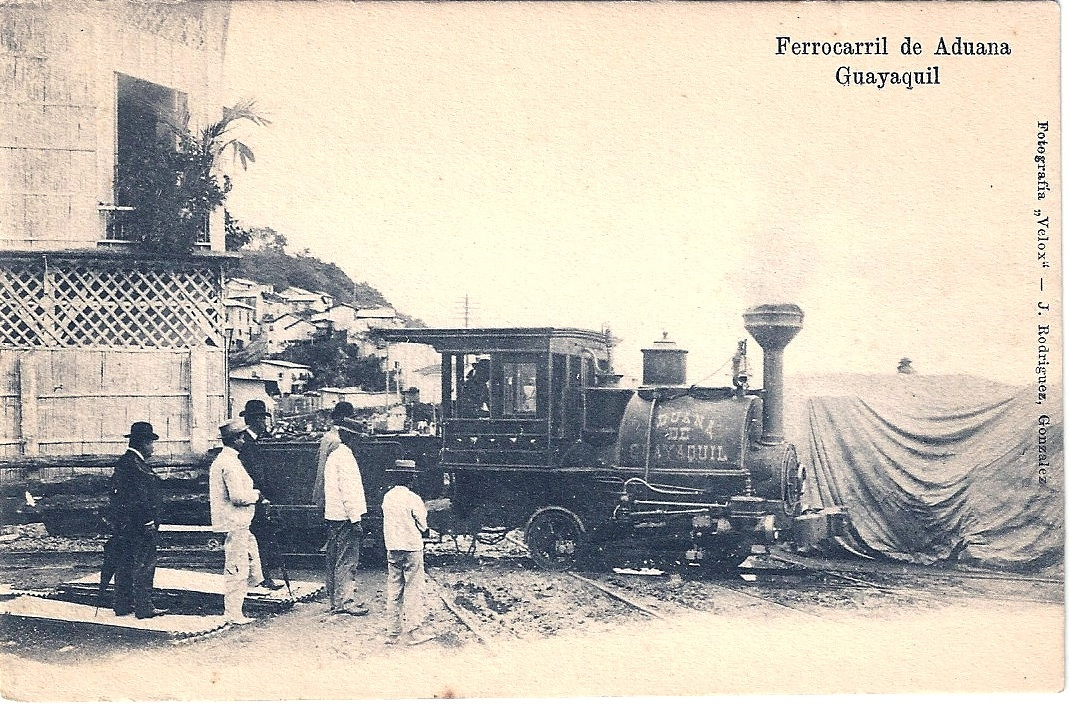
Ferrocarril de Aduana de Guayaquil.

Todo el mundo se le opuso: los comerciantes y banqueros porque había contratado con una compañía extranjera, y había que renegociar la deuda externa y gravar con impuestos el comercio exterior. Los latifundistas de la Sierra, por la deuda externa y los trastornos que el ferrocarril acarrearía al mercado interno; la Iglesia, porque el contratista no era católico y porque con el ferrocarril llegaría la disolución de las costumbres. Alfaro se mantuvo firme: "Don Miedo nunca fue buen consejero. El decoro nacional no consiente un paso atrás", telegrafió a Luis Felipe Carbo, su ministro en Washington. 
Se sancionó la Ley de Instrucción de 1897, que reservaba al Estado el control de todo el ciclo de enseñanza, incluida la universitaria; la educación debía ser laica y gratuita, y la primaria obligatoria; entregó la recaudación de impuestos en la Costa a una compañía privada, la Sociedad de Crédito Público; adoptó el patrón oro como base del sistema cambiario y norma referencial para el comercio exterior; reorganizó las Fuerzas Armadas, abrió la administración pública a la clase media, y las oficinas del Estado a la mujer trabajadora.
En 1900, Ecuador concurrió con éxito a la Exposición Mundial de París; se trasladaron solemnemente a la catedral metropolitana los restos mortales del Mariscal Antonio José de Sucre, descubiertos en el subsuelo del Carmen Bajo de Quito. 
La paz interna fue perturbada por sucesivos levantamientos de los conservadores. Primero en Riobamba, en 1897, lo que dio pie a excesos en el colegio San Felipe: El padre Víctor Emilio Moscoso Cárdenas, superior del colegio, fue asesinado por las tropas alfaristas, que profanaron las hostias consagradas. Al año siguiente, se levantó en Cuenca el coronel Antonio Muñoz y fue derrotado por el coronel Ullauri, liberal. En 1898, la lucha fue en Taya y Guangoloma, Cotopaxi. Se mutilaron las orejas de los prisioneros reincidentes, vencidos en Taya. En 1899, fue derrotado en la Batalla de Sanancajas, Chimborazo, el general conservador José María Sarasti. Los desterrados al Perú atacaron Loja. Las mutuas intromisiones de liberales ecuatorianos apoyados por Alfaro en Colombia y de conservadores colombianos en Ecuador causaron tres batallas entre 1898 y 1900, que aunque localizadas y sin consecuencias internacionales, fueron sangrientas. En la de Tulcán, el 22 de mayo de 1900, murieron 800 combatientes, en su mayoría colombianos. Destacó en este conflicto la doctrina del obispo de Ibarra, Federico González Suárez, que se opuso a los invasores conservadores de la llamada "Restauración Católica", aduciendo que no era moral sacrificar los intereses del Ecuador por querer salvar los de la religión.
En este período, el presidente Eloy Alfaro también dio impulso a la educación laica. El 19 de mayo de 1896 su mano derecha, el coronel Luciano Coral Morillo, inaugura el Instituto Tecnológico Bolívar de Tulcán siendo el primer colegio laico del país, el 1 de junio de 1897 el Instituto Nacional Mejía, el 14 de febrero de 1901 el Colegio Normal Juan Montalvo y el Colegio Normal Manuela Cañizares, el 11 de agosto de 1901 el Colegio Vicente Rocafuerte de Guayaquil.

### Segundo Gobierno (1906-1911)

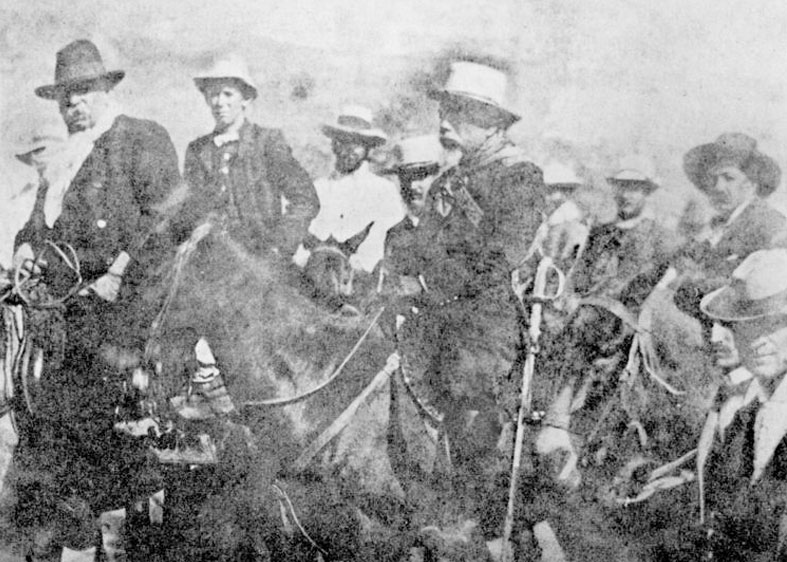
Foto del general Eloy Alfaro antes de la Batalla de Chasqui.

El golpe de Estado de Eloy Alfaro contra el presidente Lizardo García en 1906 produjo una atmósfera de conflicto en todo el país. Después de asumir el poder político como dictador por segunda vez después de derrotar a las fuerzas gobiernistas de Lizardo García en la Batalla de Chasqui (15 de enero de 1906), Eloy Alfaro llamó a elecciones para la asamblea constituyente para restaurar el orden jurídico.
La asamblea se reunió en Quito el 9 de octubre de 1906, eligió a Eloy Alfaro Delgado Presidente Constitucional de la República el 23 de diciembre de 1906 por 41 votos, más 13 votos en blanco, y promulgó la duodécima constitución política.
El 9 de diciembre de 1906, el general conservador Antonio Vega Muñoz levantó a Cuenca contra Alfaro. Vega esperaba refuerzos conservadores. Fue derrotado por el general liberal Ulpiano Páez en Ayancay, entre Azuay y Cañar. Vega murió de un balazo cuando entraba a pie en Cuenca como prisionero de las tropas alfaristas. Los gobiernistas dieron la versión de que Vega se había suicidado; pero lo más probable es que fue asesinado.

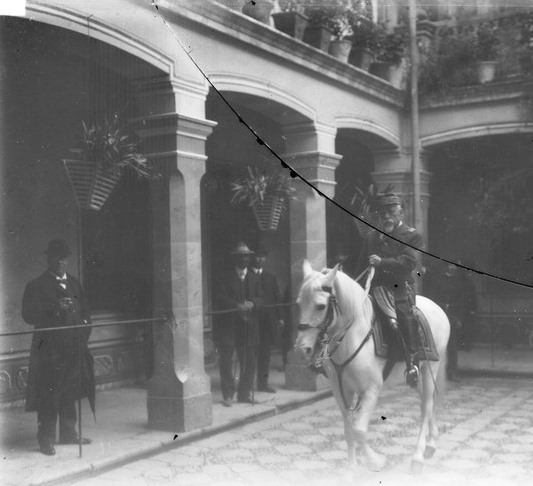
Eloy Alfaro montado sobre el corcel presidencial en el patio sur del Palacio de Carondelet en 1906.

Este hecho aumentó la impopularidad de Alfaro. Vega era un ciudadano distinguido y respetado en Ecuador. La impopularidad creció cuando en el mismo mes de diciembre el batallón Vargas Torres saqueó la ciudad de Loja con la connivencia de las autoridades alfaristas locales, y cuando el desmán quedó impune. Muchos liberales radicales se pasaron a la oposición. Había descontento contra los abusos del Ejército, cuyo liderazgo iba escurriéndose de las manos de Alfaro, quien, débil y achacoso, permitía que el poder se repartiera entre los favoritos y sus familias. Consultado el nuevo arzobispo de Quito, Federico González Suárez, sobre qué hacer contra estos y otros abusos, aconsejó votar por personas capaces y patriotas.
En 1907 se constituyó un Club Político Universitario en Quito para luchar por la libertad de sufragio en las elecciones del próximo Congreso, en las que preveían el fraude electoral, por lo que el pueblo se levantó para apoyar a los universitarios y el 25 de abril de 1907 se dio un choque sangriento con varios muertos y heridos entre los estudiantes.<!R3> Este hecho provocó que Alfaro perdiera el apoyo de un amplio sector de los intelectuales.
Un poco más tarde, el 19 de julio del mismo año, se fraguó un intento de asesinato contra Eloy Alfaro en la gobernación del Guayas, escena en la que murieron ocho de los oficiales que lo defendieron, y se fusiló a ocho de los 16 complotados que habían sido reducidos a prisión tras las investigaciones.

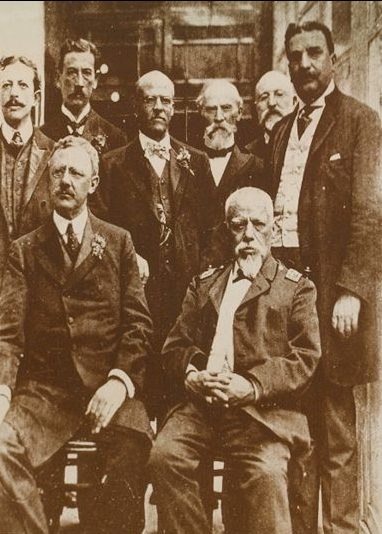
En primera fila, Archer Harman y Eloy Alfaro; segunda fila: Alfredo Monge, Crnel. Belisario Torres, Dr. César Borja Lavayen, Gral. Francisco Hipólito Moncayo, William Fox y Amalio Puga en 1908.

El 6 de noviembre de 1908 se promulgó la Ley de Beneficencia, más conocida como "De manos muertas". Su primer artículo decía: "Decláranse del Estado todos los bienes raíces de las comunidades religiosas establecidas en la República". Y el segundo: "Adjudícanse las rentas de los bienes determinados en el artículo primero a la beneficencia pública". La mitad de las rentas producidas por esos bienes fue para la sustentación de los religiosos y religiosas despojados de ellos, y la otra mitad para hospitales y obras sociales. En 1910 se promulgó una ley que autorizó la venta de los terrenos adyacentes a las iglesias y conventos con el objeto de financiar la defensa nacional y se autorizó la creación de la Cruz Roja Ecuatoriana.<!R4>
El sector bancario tuvo una rápida expansión: se fundaron en Quito los bancos del Pichincha (1906), de Crédito (1907), y de Préstamos (1909), y en Guayaquil la Caja de Préstamos y Depósitos La Filantrópica (1908).

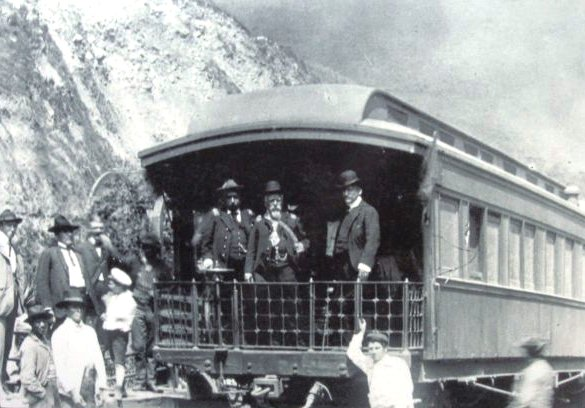
El General Eloy Alfaro en el tren de Ecuador en 1908.

La llegada del ferrocarril transandino a Quito el 25 de junio de 1908 fue el triunfal Domingo de Ramos para el acosado presidente. El arzobispo de Quito ordenó echar a vuelo las campanas. Hubo fiestas populares y oficiales. El regocijo fue intenso. "Día", dijo Alfaro, "el más glorioso de mi vida porque es la realización de los más grandes ideales del país y que han sido y son los míos propios".

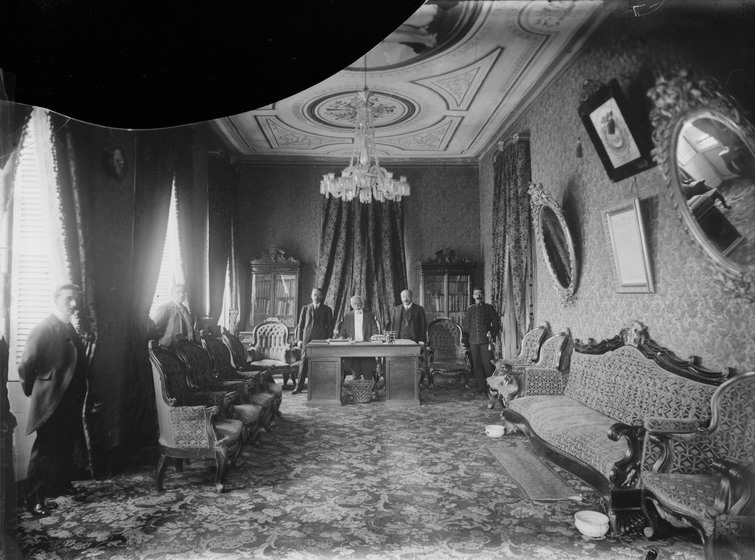
Eloy Alfaro Delgado (centro), en el despacho presidencial del Palacio de Carondelet (cerca de 1910).

El laudo arbitral del Rey de España estaba próximo a pronunciarse, y se supo que iba a ser desfavorable a Ecuador. "El Perú había comprado con oro, derramado pródigamente, a todos los españoles que tenían que tomar parte en el proyecto del laudo", opinaba González Suárez en una carta privada. Y aunque el laudo hubiese sido favorable a Ecuador, Perú había declarado por boca de sus representantes en Madrid y de su propio presidente que "si peruanos ocupaban (ya) todo el Oriente, estas tierras son y serán peruanas contra todas las declaraciones del mundo". Los ánimos populares se encendieron. El 3 de abril de 1910 fueron atacados en Guayaquil el Consulado del Perú, algunos establecimientos comerciales y un barco mercante de ese país. Hubo desmanes parecidos en Quito. Ecuador dio satisfacciones, pero el Perú respondió con un ultimátum incumplible para el honor nacional. Alfaro encargó la presidencia y se puso al frente de un Ejército de 25 mil soldados y una reserva de 20 mil voluntarios. Todo el Ecuador lo respaldó a través de Juntas Patrióticas Nacionales. No se llegó a combatir porque mediaron Argentina, Brasil y Estados Unidos.
En la segunda presidencia de Eloy Alfaro, se realizaron las siguientes obras públicas: se inauguró, por el centenario del primer grito de la Independencia, un monumento conmemorativo en la Plaza Grande de Quito, y se realizó una Exposición Universal. Para sede de esa exposición se construyó el Palacio de la Exposición, actual sede del Ministerio de Defensa del Ecuador.

### Ministros de Estado
| Ministerio                          | ministro                           |
| ----------------------------------- | ---------------------------------- |
| Ministerio de Guerra y Marina       | General Francisco Hipólito Moncayo |
| Ministerio de Guerra y Marina       | Coronel Wilfrido Venegas           |
| Ministerio de Instrucción Pública   | Julio Román                        |
| Ministerio de Instrucción Pública   | Francisco J. martin Aguirre        |
| Ministerio del Interior             | Manuel Montalvo                    |
| Ministerio del Interior             | José M. Carbo                      |
| Ministerio del Interior             | Amalio Puga                        |
| Ministerio del Interior             | A. Reyes V.                        |
| Ministerio del Interior             | Octavio Díaz                       |
| Ministerio de Hacienda              | Camilo Echanique                   |
| Ministerio de Hacienda              | Jorge Marcos                       |
| Ministerio de Hacienda              | A. Reyes V.                        |
| Ministerio de Hacienda              | Luis A. Dillon                     |
| Ministerio de Relaciones Exteriores | Miguel Valverde                    |
| Ministerio de Relaciones Exteriores | Manuel Montalvo                    |
| Ministerio de Relaciones Exteriores | Pacífico Villagómez                |
| Ministerio de Relaciones Exteriores | Luis F. Carbo                      |
| Ministerio de Relaciones Exteriores | Alfredo Monge                      |
| Ministerio de Relaciones Exteriores | César Borja Lavayen                |
| Ministerio de Relaciones Exteriores | Francisco Xavier Aguirre Jado      |
| Ministerio de Relaciones Exteriores | José Peralta                       |
| Ministerio de Relaciones Exteriores | Juan Francisco Freile Zaldumbide   |

## Cronología del alfarismo
| Año  | Evento |
| ---- | --- |
| 1878 | Mar. 31.- La segunda Asamblea Constituyente en Ambato elige Presidente a Veintimilla. Abr. 6.- Se expide en Ambato la IX Constitución, que suprime la pena de muerte para los delitos políticos y comunes, y seculariza la enseñanza. Abr. 21.- 'Ignacio de Veintemilla Villacís' asume el poder como Presidente de la República. No hubo Vicepresidente. (a) |
| 1880 | Decreto Legislativo que ratifica el nuevo concordato con la Santa Sede. Oct. 20.- Eloy Alfaro llega a Esmeraldas y, apoyado por el Crnel. César Guedes, Jefe Militar de Esmeraldas, se proclama Jefe Supremo. La expedición fracasa. Oct. 30.- Revolucionarios liberales atacan Tulcán y proclaman Jefe Supremo a Juan Montalvo. El episodio solo dura un día. El Gobierno del Ecuador firma un Tratado de Paz y Amistad con España. |
| 1882 | Mar. 14.- Nueva versión del Concordato es adoptada. Mar. 25.- Veintemilla se declara Jefe Supremo antes de elecciones. Quito y Guayaquil proclaman a Ignacio de Veintemilla Jefe Supremo el 26 de marzo y el 2 de abril, respectivamente. Jun.- Inicia la lucha armada por liberales y conservadores contra la dictadura de Veintemilla. |
| 1883 | Ene. 14.- Un Pentavirato (Gral. Agustín Guerrero Lizarzaburu, Luis Cordero Crespo, Rafael Pérez Pareja, Pablo Herrera González y Pedro Ignacio Lizarzaburu) es formado en Quito. Feb. 2.- Eloy Alfaro es ascendido al grado de general de Brigada del Ejército del Ecuador. Jun. 5.- Eloy Alfaro es declarado Jefe Supremo de Manabí y Esmeraldas. Jul. 9.- Veintemilla fuga en un navío a Lima cuando Alfaro y José Ma. Sarasti lo citan en Guayaquil. Jul. 10.- Pedro Carbo es declarado Jefe Supremo de Guayaquil. Jul.- Hay tres gobiernos en el país: Alfaro en Manabí y Esmeraldas, Pedro Carbo en Guayaquil, y el Pentavirato en Quito. Oct. 15.- José María Plácido Caamaño es nombrado por una Asamblea Constituyente y asume el poder como Presidente Interino. Se expide un Decreto Legislativo que autoriza negociar con la Santa Sede la substitución del "diezmo" por otro impuesto. En Quito se inicia la construcción de la carretera del norte. |
| 1884 | Feb. 10.- José María Plácido Caamaño y Gómez Cornejo asume el poder como Presidente de la República; Agustín Guerrero Lizarzaburu es su Vicepresidente. Feb. 13.- Se expide en Quito la X Constitución, que deroga la pena de muerte. |
| 1885 | Ene. 1.- El liberal Nicolás Infante Díaz es fusilado en Palenque. Grupos armados de alfaristas ("montoneras") crean inestabilidad en la Costa. Revolucionarios en el sur son fusilados. Se inicia el camino Quito-Archidona. |
| 1887 | Mar. 20.- El Crnel. Luis Vargas Torres es fusilado en Cuenca. Ago. 1.- Convenio Espinoza-Bonifaz con el Perú para que el Rey de España arbitre la cuestión limítrofe. |
| 1888 | Ago. 17.- Antonio Flores Jijón (hijo del Gral. Juan José Flores) asume el poder como Presidente de la República; Pedro José Cevallos Salvador es el vicepresidente. Se restablece el Ministerio de Instrucción Pública. En Guayaquil se funda la Junta de Beneficencia. |
| 1889 | Jun. 5.- Se sustituye el "diezmo" a la Iglesia católica por un impuesto sobre la propiedad y la exportación de cacao. |
| 1892 | Jul. 1.- Luis Cordero Crespo asume el poder como Presidente de la República. Pablo Herrera González es su Vicepresidente. |
| 1894 | Ene.- Vicente Lucio Salazar asume la Vicepresidencia. |
| 1895 | Abr. 9.- Tropas del gobierno combaten a tropas liberales y conservadoras que toman Guaranda. Abr. 10.- Tropas del gobierno combaten contra tropas conservadoras en Quito. Abr. 16-17.- Luis Cordero Crespo renuncia y Vicente Lucio Salazar ejerce el Poder Ejecutivo. May 5.- El pueblo de Chone, en la provincia de Manabí, lo reconoce por primera vez como jefe de Estado tras haberse consolidado las victorias de las revueltas montoneras en el norte y el centro de Manabí, promoviéndose la Proclama Liberal de Chone mediante un comunicado público. Carlos Concha Torres y otros liberales toman la ciudad de Esmeraldas. May 9.- Tropas liberales bajo el Crnl. Manuel Serrano Renda triunfan en El Oro. Jun. 4.- Guayaquil nombra a Ignacio Robles como Jefe Civil y Militar. Jun. 5.- Una Asamblea Popular en Guayaquil proclama a José Eloy Alfaro como Jefe Supremo de la República. Jun. 19.- Eloy Alfaro llega a Guayaquil, de Panamá, y toma el Poder. Jul. 22.- Fuerzas liberales triunfan contra tropas del gobierno en Guangopud (Chimborazo). Tropas del gobierno triunfan contra fuerzas liberales en Loja y San Miguel de Chimbo, 29 de julio y 6 de agosto, respectivamente. Ago. 9.- Los ejércitos liberales triunfan en Palenque y Quevedo (Los Ríos). Ago. 15.- El ejército liberal derrota a las tropas del Gral. José Ma. Sarasti en Gatazo (Chimborazo); y también triunfan en el Girón (Azuay). Ago. 24.- Eloy Alfaro es ascendido al grado de general de División del Ejército del Ecuador, el máximo rango en esa época, por el triunfo en el combate de Gatazo. |
| 1896 | May 19.- Crea el Colegio Nacional Bolívar de Tulcán, primer colegio laico del Ecuador. May 29.- Conservadores ecuatorianos exilados en Colombia y aliados colombianos se enfrentan a tropas del gobierno en Cabras (Carchi). Jul. 5.- Tropas conservadoras bajo el coronel Antonio Vega Muñoz toman Cuenca. Ago. 20.- El ejército liberal bajo el Gral. Ulpiano Páez derrota a tropas de Vega en Lircay, Lenta y Girón. Ago. 22.- El ejército liberal triunfa en Cuenca después de feroz resistencia requiriendo combates de casa por casa; mueren 1250 combatientes. Oct. 9.- La I Asamblea Constituyente Liberal (la XII Nacional) se reúne en Guayaquil y nombra a José Eloy Alfaro Delgado como Presidente Interino. |
| 1897 | Ene. 14.- Se expide en Quito la XI Constitución (I Constitución alfarista), que establece la libertad de cultos, deroga la pena de muerte e impone la igualdad de los ciudadanos ante la Ley. Ene. 17.- José Eloy Alfaro Delgado asume el poder como Presidente de la República; Manuel Benigno Cueva es el vicepresidente. Se expide la Ley que garantiza la libertad de pensamiento. May 29.- Se expide la Ley de Instrucción Pública que pone el ciclo de enseñanza (incluida la universitaria) bajo el control del Estado y que sea obligatoria en la primaria, gratuita y laica. Junio 1.- Crea el Instituto Nacional Mejía con educación laica. Jun. 17.- Se firma el contrato de construcción del ferrocarril Guayaquil-Quito. |
| 1898 | Las rentas eclesiásticas son reducidas; se suprimen los impuestos que reemplazaron al diezmo. |
| 1900 | Oct. 31.- El Congreso aprueba la Bandera y el Escudo del Ecuador. Se crea el Registro Civil, con lo que se le quitó a la Iglesia los medios de información y control sobre los ciudadanos. El registro de nacimientos y la administración de los cementerios pasó a manos del Estado. |
| 1901 | Sep. 1.- Leonidas Plaza Gutiérrez asume el poder como Presidente de la República; Alfredo Baquerizo Moreno es el vicepresidente. |
| 1902 | Jul. 7.- Llega la primera locomotora del ferrocarril a Alausí. Oct. 3.- Se expide la Ley de Matrimonio Civil. Se expide la ley que permite los divorcios. |
| 1904 | Oct. 12.- Se expide la Ley de Cultos que establece las relaciones entre la Iglesia y el Estado. |
| 1905 | Jul. 24.- El ferrocarril llega a Riobamba. Sep. 1.- Lizardo García Sorroza asume el poder como Presidente de la República; Alfredo Baquerizo Moreno es el vicepresidente. Dic. 31.- Eloy Alfaro dirige un Golpe de Estado contra el gobierno de Lizardo García. |
| 1906 | Ene. 16.- Eloy Alfaro toma el poder como Jefe Supremo después que sus tropas derrotan a tropas gobiernistas en Chasqui (Cotopaxi). Ene. 19.- Guayaquil reconoce a Eloy Alfaro como Jefe Supremo. Oct. 9.- Eloy Alfaro es elegido Presidente Interino por una Asamblea Constituyente. Dic. 22.- Se expide en Quito la XII Constitución, llamada "atea" por los conservadores, pues establece la separación de la Iglesia y el Estado. El Estado es supremo. El cargo de Vicepresidente es suprimido. Llega el ferrocarril a Ambato. |
| 1907 | Ene. 1.- Eloy Alfaro es nombrado Presidente de la República por la Asamblea Constituyente. |
| 1908 | Jun. 25.- Inauguración del ferrocarril entre Guayaquil y Quito. Nov. 6.- Se expide la "Ley de las manos muertas", bajo la cual se confiscan los bienes inmuebles del clero para el beneficio de la asistencia pública. |
| 1910 | Abr. 24.- Alfaro asume la Jefatura del Ejército para fortificar el golfo de Guayaquil en caso de una invasión peruana. La intervención diplomática de Estados Unidos, Argentina, y Brasil evita la guerra. |
| 1911 | Jul 30.- La Junta Patriótica, integrada por Luis Felipe Borja Pérez (padre) (presidente), Federico González Suárez (vicepresidente), Manuel A. Larrea, José Julián Andrade, Carlos Casares, Carlos Freile Z., Joaquín Gómez de la Torre, Carlos Pérez Quiñones, Quintiliano Sánchez, Pacífico Villagómez, Luis Felipe Borja Pérez (hijo) y Celiano Monge, pide que el gobierno de Alfaro reconozca la elección de Emilio Estrada como Presidente. Ago. 11.- Alfaro renuncia por revuelta popular y se exilia en Panamá; el presidente del Congreso, Carlos Freile Zaldumbide es encargado del Poder. Sep. 1.- Emilio Estrada Carmona asume el poder como Presidente Constitucional; no hubo Vicepresidente. Dic. 21.- Estrada fallece de ataque cardíaco. Dic. 22.- Carlos Freile Zaldumbide es otra vez encargado del Poder. |
| 1912 | Ene. 12.- Eloy Alfaro deja su exilio en Panamá y regresa al país para pacificar y mediar ante el golpe de Estado que dieron los generales alfaristas Pedro J. Montero y Flavio Alfaro, al desembarcar Don Eloy en Guayaquil desató la indignación e ira popular. Ene. 25.- Freile envía el siguiente telegrama al Gral. Juan Francisco Navarro en Guayaquil "En unión a los Sres. Ministros lo saludamos afectuosamente. Aun cuando juzgo excusado recomendarle el cuidado y conservación de los prisioneros Generales Alfaro, Montero y Páez, con todo, me permito exigirle que tome Ud. todas las precauciones que le aconsejen su prudencia y tino, para que dichos presos no sufran ningún vejamen ni hostilidad del pueblo, menos que se atente contra su vida. Lo que sí creo conveniente insinuarle es que ordene cuanto antes el juzgamiento militar á que por las leyes deben ser sometidos, para de esta manera satisfacer á la vindicta pública que reclama, con justicia, el castigo de los culpables. El juzgamiento conforme al Código Militar debe verificarse en esa ciudad, teatro de las infracciones. Concluído el juicio verbal, remítalos á esta capital para que cumplan su condena, empleando escrupulosamente todas las medidas eficaces para garantizar la vida de los condenados". El juicio se efctuó el mismo día 25, iniciando con el Gral. Montero, a eso de las 8:30 p. m. el Consejo de Guerra sentenció a Montero a dieciséis años de prisión. El pueblo se sublevó contra la sentencia pidiendo pena de muerte, más de tres mil hombres armados pedían su cabeza. Pese al cordón de seguridad puesto por las fuerzas del orden no fue posible contener a la turba que ingresó a la Gobernación donde funcionaba el Consejo y asesinaron a Montero, arrastrándolo y quemando sus despojos en la plaza de Guayaquil. La misma suerte corrían los demás, incluendo el mismo Eloy Alfaro, razón por la cual se suspendió el enjuizamiento y se ordenó su traslado inmediato a Quito. Ene. 26.- En Quito la población también se amotinaba y esperaban con rabia a los cabecillas de la Revolución de Guayaquil, Los prisioneros eran seis: Gral. Eloy Alfaro, Gral. Medardo Alfaro, Gral. Flavio Alfaro, Gral. Ulpiano Páez, Gral. Manuel Serrano y el Cnel. Luciano Coral que venían resguardados por el batallón Marañón. Ene. 28.- Los prisioneros fueron ingresados al Penal García Moreno donde ya estaba una muchedumbre de gente. El ministro de Gobierno Octavio Díaz acudió al lugar con una escolta para tratar de apaciguar al pueblo, pero la "chusma organizada" doblegó la seguridad que invade el Penal García Moreno, asesina a los detenidos, los arrastra por las calles de Quito y quema los cadáveres en El Ejido. |

## Legado
Uno de los principales aportes de Eloy Alfaro fue la creación de colegios públicos laicos, eliminado el monopolio de la Iglesia católica en la educación. Estas medidas fueron inspiradas por librepensadores como Juan Montalvo y José Peralta, quienes impulsaron la secularización de la sociedad ecuatoriana. La creación de colegios públicos y de colegios privados para la formación de profesores laicos, fue una de las principales tareas de Eloy Alfaro. Una de las medidas de la Revolución liberal que se mantuvo durante décadas fue la obligación de los estudiantes de los colegios católicos de rendir sus exámenes y validar sus conocimientos ante los maestros laicos del Estado.
El general fue miembro de las logias masónicas, al igual que los próceres de la Independencia, y sus esfuerzos para separar la Iglesia del Estado fueron consagrados en aspectos como la creación del Registro Civil.
Esta medida permitió que las personas tuvieran derecho a la identidad sin necesidad de constar en los registros de bautismo de la Iglesia Católica. Alfaro promovió la libertad de cultos, permitiendo el ingreso al país de misiones protestantes, en especial, de Estados Unidos.

## Derrota y asesinato: "La Hoguera Bárbara"

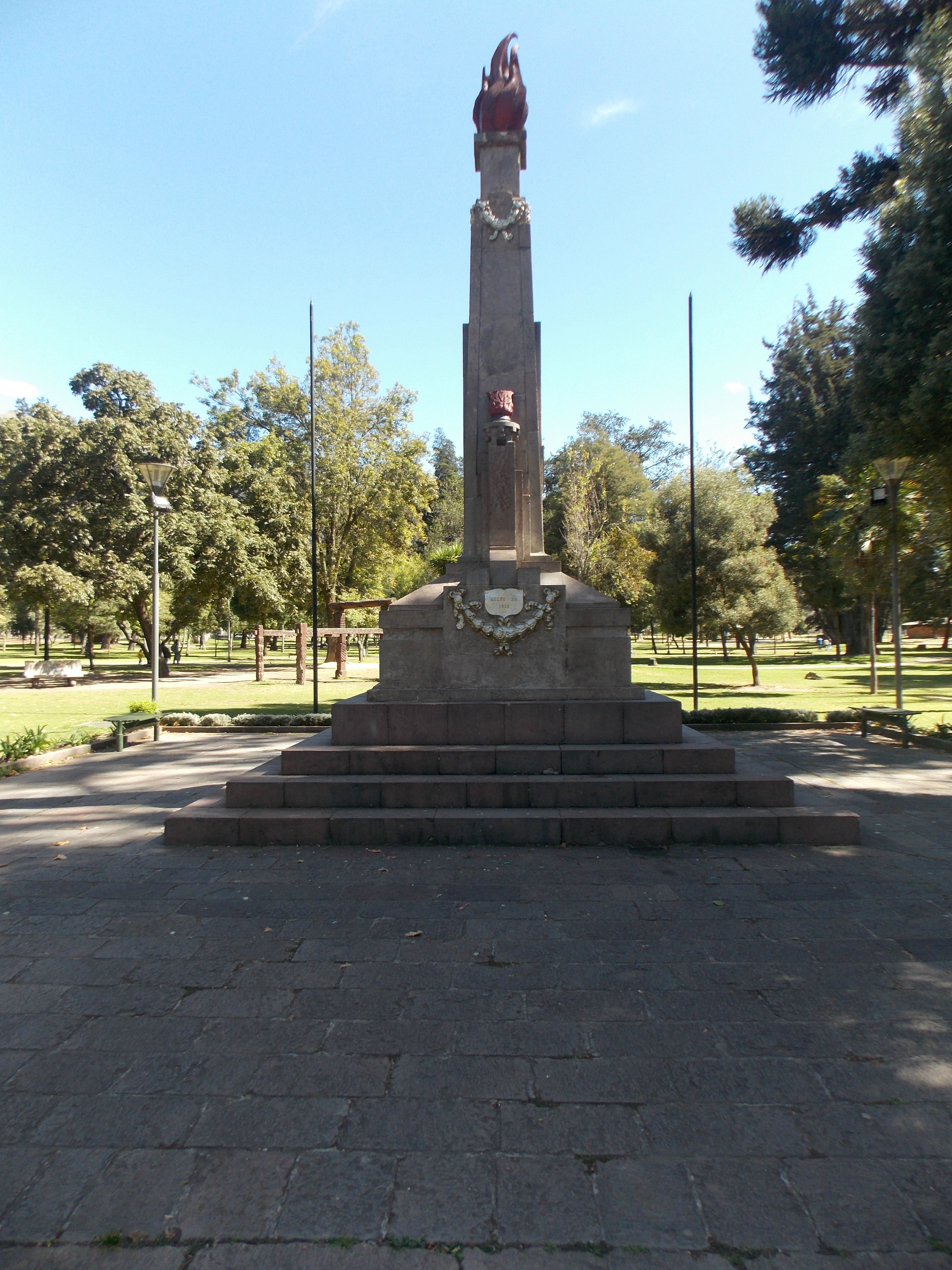
Monumento la Flama eterna, en el parque El Ejido de Quito.

Desde mediados de 1911, en Quito y en todo el país, se fue afianzando y extendiendo, un clima antialfarista que culminó el 11 de agosto de 1911 con un golpe de Estado militar, que obligó a Eloy Alfaro a dimitir de la presidencia, a refugiarse en la embajada de Chile y posteriormente exiliarse a Panamá. Según estima Cristóbal Gangotena, un testigo presencial de los hechos que dejó una crónica, la vida de Alfaro ya corrió peligro durante su derrocamiento, siendo salvado por los cónsules de Brasil y Chile. Este último, de apellido Eastman, fue el responsable de un acuerdo que permitió que Alfaro salga ileso, pero comprometiéndose a salir del país por lo menos un año.
Desde entonces, el Viejo luchador, perdería todo el apoyo en el Congreso, en donde la "mayoría constitucionalista" lanzaba furibundos ataques contra él, llegándose a plantear incluso la colocación de una placa difamatoria contra el alfarismo en el Palacio de Carondelet y a pedir su extradición, para juzgarlo, mientras los hombres del antiguo régimen eran apresados y sufrían las consecuencias de la ira de un populacho que enfurecido linchó al coronel Antonio Quiroga.
En este clima, Emilio Antonio Jerónimo Estrada Carmona, asumió el poder político como Presidente Constitucional del Ecuador al resultar vencedor en las Elecciones presidenciales de Ecuador de 1911, pero sus problemas del corazón lo llevaron a la tumba después de tres meses. El Congreso en donde los placistas y conservadores dominaban, eligieron al presidente del Congreso Carlos Freile Zaldumbide para que se encargue del Gobierno, lo que fue rechazado por los alfaristas de Esmeraldas que eligieron a Flavio Alfaro como Jefe Supremo, a la vez que el general Pedro J. Montero, fiel seguidor de Alfaro y Jefe Militar de Guayaquil, se proclamó por su parte, como Jefe Supremo del Guayas. El general Leonidas Plaza Gutiérrez en nombre del Gobierno, como jefe del Ejército, se dirigió a Guayaquil, para combatir el levantamiento de Montero, que había recibido el apoyo de Flavio Alfaro y del propio Eloy Alfaro, quien regresó de Panamá, ante el pedido de Montero para actuar como mediador y pacificador. Alfaro regresó, para servir de mediador entre los suyos y el Gobierno y evitar mayores problemas para el radicalismo y aún la mismísima desaparición del partido.
Las fuerzas liberales fueron derrotadas en sucesivas batallas en Huigra, Naranjito y Yaguachi, donde mueren cerca de 1000 hombres, en una corta guerra civil. Montero se vio obligado a llegar a un acuerdo de capitulación en el que se pedían garantías para Alfaro y sus compañeros. Ante la eminente derrota del liberalismo, el Viejo luchador firma la rendición, que fue mediada por los cónsules de Estados Unidos y Gran Bretaña en Guayaquil. Contemplaba la rendición de las fuerzas liberales, amnistía a Montero y los partícipes del 28 de diciembre de 1911, y el exilio voluntario de don Eloy, en un vapor asignado por el Gobierno. No habría represalias.
Pero la Capitulación no fue respetada, se argumentó que Alfaro tampoco había respetado su compromiso anterior de 1911, y el general Leonidas Plaza, Jefe de las fuerzas gobiernistas, ordena la detención de Eloy y Flavio Alfaro, Pedro J. Montero y Ulpiano Páez; además, se aprehendió a personas que nada tuvieron que ver con los hechos anteriores, sino por el simple hecho de ser liberales, como Medardo Alfaro, el periodista Luciano Coral Morillo, director del periódico liberal El Tiempo y Manuel Serrano Renda.
El general Montero fue juzgado por traición en Guayaquil, bajo el pretexto de estar sujeto a la jurisdicción militar, en donde al final de la sentencia que lo condena a 16 años de prisión, un soldado le disparó en la frente y lo arrojó a la calle desde una ventana. Como en un anticipo macabro de lo que vendrá, el pueblo arrastró el cadáver por las calles de Guayaquil y lo quemó de forma bestial en una plaza.

"El cadáver, entonces, fue abandonado en las calles, descuartizado y por fin quemado en una plaza."<!R7>

Freile Zaldumbide ordena que los otros prisioneros sean llevados a Quito. Plaza, aparece como contrario a esta disposición, pero el historiador Roberto Andrade lo acusa de haber manipulado la decisión y planeado el asesinato de los jefes del radicalismo, que finalmente ocurrió en la capital el 28 de enero de 1912 en el Penal García Moreno.
Controvertida es aún hoy, la cuestión relativa a los responsables materiales e intelectuales, del asesinato de Alfaro y varios de sus tenientes.
La historia oficial atribuye tal vergüenza a la plebe. El historiador Roberto Andrade, contemporáneo de Alfaro, acusa a Leonidas Plaza; otros investigadores lo liberan. Nadie niega que fuera un crimen político y horrendo, instigado por móviles protervos, que aún hoy llenan a la República de estupor.

"Enseguida desembarcó Plaza con su ejército. Su primera decisión en Guayaquil, fue la violación de las Capitulaciones. En algunos de sus telegramas manifestó sorpresa porque los Generales no habían fugado: ésta es declaración de que él lo hubiera hecho, porque para él nada importa un compromiso. En la mejor acción de este hombre se deja vislumbrar la estrofa de una canalla. Mandó prender á los generales Eloy Alfaro y Ulpiano Páez, quienes se hallaban juntos, esperando la designación del vapor en que debían embarcarse (...) Plaza había tenido buen cuidado de incorporar en el populacho a soldados disfrazados y escogidos, para que mataran a los generales en la calle, cuando los conducían a prisión". Se refiere a Plaza: "Y a su cómplice Valverde le telegrafiaba a Manabí en las mismas horas: "El hecho de haber caído prisioneros todos los cabecillas está revelando que una justicia superior va á destruir el mal de una manera radical y para siempre."<!R8>

Conducidos por el coronel Alejando Sierra y sus soldados del batallón Marañón a pie y a caballo, los prisioneros de guerra entraron en Quito. A pesar de que era un secreto a voces que se tramaba un linchamiento -algunos diarios hasta lo insinuaron en sus editoriales, aunque dado el porcentaje de analfabetismo de la época es muy poco probable que hayan influenciado directamente a la masa- Sierra paseó al general Alfaro en un automóvil blanco desde el sector de Chillogallo, en la entrada sur de Quito, al Penal, tomando las calles más concurridas, donde la gente pudo verlo e insultarlo. Según relató Cristóbal Gangontena, el auto iba conducido por un francés llamado Hubert, quien fue insultado por la gente. Gangontena cree que hubo incidentes entre la guardia y la gente, al extremo de haber un muerto y por lo menos un herido.<!R9> Los militares entregaron a Alfaro en la Penitenciaría, donde fue encerrado en la Sección E, junto con sus tenientes. Pero no hubo tiempo ni siquiera de asegurar las celdas, cuando empezó el ataque.
Era poco después del mediodía cuando una turba, estimada en cuatro mil personas (según los resultados de las investigaciones del fiscal Pío Jaramillo Alvarado en el año de 1919), rodeó el Penal para asaltarlo. Los militares, según pudo establecer el fiscal, no solo que no ofrecieron resistencia, sino que llamaron a la gente para darle armas y elementos para el ataque. Solo la guardia interna del Penal resistió, asegurando las puertas con lo que tenían a mano, pero estas fueron rápidamente destruidas. Todos los tiros disparados fueron contra el Penal, sin que se hiciera fuego desde el interior. Según pudo establecer Gangotena en una visita a los pocos días, los asesinos forzaron a tiros una ventana y una puerta de madera, mientras que no pudieron romper la puerta principal. La puerta de madera había sido asegurada con unos adobes, sin éxito. Quienes entraron abrieron luego la puerta principal y supieron rápidamente en donde estaban los presos, pues se dirigieron a la Serie E sin demoras.
El general Alfaro, que tenía 69 años, le dijo al director del Penal, Rubén Estrada, que se ahogaba y pidió un cajón para sentarse, pues en la celda no había mueble alguno. El director declaró que había dispuesto que le den una silla.
Un grupo de artesanos de Quito, armados con fusiles, pistolas y garrotes, ingresaron con facilidad a las celdas donde se había conducido al expresidente y sus tenientes. Las puertas de las celdas estaban abiertas, pues, según declararon los empleados del presidio, no tuvieron tiempo de asegurarlas con candados, salvo en el caso de la celda de Flavio Alfaro.
Cuando el general anciano sintió un ruido, púsose en pie y se acercó a la puerta, en ademán de imponer silencio. Un cochero llamado José Cevallos, al parecer un sicario contratado por el ministro de Gobierno de Freile, Octavio Díaz, entró en la celda a matarlo. Según Gangotena, el general llevaba consigo una botella de coñac, que lanzó contra él.
El testigo del asesinato del general, Adolfo Sandoval, declaró en el proceso:

“Penetré por medio de aquel populacho hasta la puerta de aquel establecimiento, que ya la encontré despedazada y que habían botado una especie de muro de adobe, que habían hecho para resguardarle. Habiendo subido la escalera de la Serie ‘E’ encontré en una celdilla a los generales Eloy Alfaro y Ulpiano Páez, y me consta que el cochero José Cevallos, dirigiéndose al general Alfaro le dijo: ‘dónde  están los millones que has robado viejo sinvergüeza’, le dio de golpes con un palo que tenía en la mano, lo boto al suelo, y en seguida con el rifle que tenía, lo mató, y luego hizo lo mismo con el general Páez.

Cuando muerto ya el general Páez, el carpintero Emilio Suárez, le dio un barretazo en la cara que le hizo tortilla, sacaron sus cadáveres que los botaron de ese altillo para abajo, y los bajaron. En seguida volvió a subir Cevallos, gritando ‘falta un bandido’, y dirigiéndose a la celdilla en donde había estado el general Flavio E. Alfaro, en cuyas puertas que habían estado aseguradas con candado, rompió éste a balazos, penetró, le hizo un tiro, con el que cayó muerto, en cuyas circunstancias entró un joven con pistola en mano, con la que  también le hizo un tiro: no conocí a ese joven, pero debe dar razón el sindicado Cevallos. Vi también al zapatero Montenegro con cuchillo y que gritaba también, que había que matarles a los Flavistas, y el cochero de la señora Isabel Palacios, hacía tiros en las celdillas de los presos, en compañía de muchas personas a quienes no pude conocer porque eran numerosas y debido también a la  ofuscación que existía; pues es inexplicable lo que acontecía, puesto que los hechos que pasaban eran terribles”.<!R10>

Al parecer, Cevallos tras golpear al expresidente le disparó dos tiros, uno en la cara y otro en el ojo, quedando en la celda un charco de sangre y la botella rota.
Carmen Sandoval, una empleada del Penal, relató al fiscal haber visto lo siguiente:

“Ví subir por la escalera de ese altillo a un joven de leva y dos muchachos, armados con rifles, y dirigiéndose a las celdillas en que estaban los generales Eloy Alfaro y Ulpiano Páez, los victimaron, y sacando arrastrado el cadáver del general Alfaro, lo metieron por las barandas del pasamano de fierro de aquella Serie y lo botaron hacia abajo al empedrado. Vi que el cadáver del general Páez, lo arrastraron y le daban con piedras, sin haber podido conocer a ninguna persona que estos hechos bárbaros cometían. Luego el general Flavio Alfaro, se encontraba solo en su celdilla, era el único que no había sido muerto, cuando vi que se regresaba el cochero Cevallos, de cerca de la puerta principal, y decía “falta un bandido”, y subiendo la escalera, en compañía del zapatero Montenegro y N. Vaca, cochero de la señora Isabel Palacios y unas seis mujeres del pueblo que les seguían, fueron en busca del señor General Flavio Alfaro y dando con él, así mismo lo victimaron. Cevallos estaba armado con un rifle, el zapatero Montenegro  con pistola y el zapatero Vaca con un cuchillo que lo tenía a la mano, con el que le punzaba al referido general cuando lo sacaban arrastrando de la celdilla; constándome además que el indicado General aún no moría. Todos los cadáveres sacó la gente arrastrándolos, para la ciudad; y como repito, como el populacho era numeroso y había una fuerte confusión, no se distinguía a las personas. El preso criminal A. Flores, que ya cumplió su condena y salió en libertad, me refirió que él también había visto que el cochero Cevallos, mató al general Flavio E. Alfaro. Lo que dejo relacionado, observamos desde la Bomba, yo, la viuda del comandante Estrada, la señora Rosa Sierra y la señora Dolores Jara".<!R11>

Según relató Gangotena, Ulpiano Páez había escondido un revólver en la bota, con el que pudo defenderse y abatir a uno de los atacantes, antes de recibir un tiro fatal en el rostro.
Flavio Alfaro, que tenía la puerta de su celda cerrada, pudo resistir varios minutos a los balazos que le disparaban desde el exterior, pero finalmente fue alcanzado por tiros de rifle.
Los asesinos mataron a un preso común, al que confundieron con uno de los políticos liberales.
En la versión de Andrade, un individuo de apellido Pesantes llamó al pueblo y abrió las puertas, entregó los cadáveres y ordenó, que los arrastrasen y quemasen, según estableció el fiscal Pío Jaramillo Alvarado en 1919 después de su investigación de estos asesinatos, un grupo de artesanos mestizos, llamados José Cevallos, José Emilio Suárez, Alejandro Salvador Martínez, Julio Vaca Montaño, María Mónica Constante, Emilia Laso y Silverio Segura.<!R12> fueron los principales cabecillas del grupo de asesinos que ingresó por la fuerza al Penal de Quito y los organizadores del linchamiento, y posterior quema de los restos. A pesar lo escrito por José María Vargas Vila, en su libro "La muerte del Cóndor", no participaron en el crimen indígenas ni personas venidas de otras ciudades, pues casi todos eran personas conocidas como artesanos y cocheros de Quito. Sobre Cevallos, el fiscal no pudo concretar su relación con el ministro de Gobierno, Octavio Díaz, con quien al parecer trabajaba y estuvo pocos minutos antes de sumarse a la turba y liderar el asesinato de Alfaro. Esto fue negado siempre por Díaz.
El espectáculo fue horrendo. Los cadáveres desnudos fueron amarrados por la turba de pies y manos. Al cadáver del periodista liberal Luciano Coral un abogado le cortó la lengua y la llevaba en la punta de su bastón mostrándola a la gente.
Mujeres como María Mónica Constante, alías La Chimborazo y Emilia Laso encabezaron la carnicería, arrastrando ellas mismas los restos de los generales asesinados por prácticamente toda la ciudad, desde el Penal García Moreno en el centro hacia las afueras, a un descampado en el norte de Quito conocido como El Ejido (hoy es un parque de la ciudad) desde tiempos coloniales.
Los cadáveres de Eloy Alfaro y Ulpiano Páez, fueron arrastrados por las calles Rocafuerte, Venezuela y Guayaquil, pasando por las plazas de Santo Domingo y La Independencia, para luego converger hacia El Ejido. Una vez ahí, se encendieron por lo menos cinco hogueras para quemar los restos, ya muy deteriorados por el arrastre a lo largo de muchas cuadras sobre calles pavimentadas de piedra.
Fue desde el tejado de una casa en la Plaza de Santo Domingo, que Gangotena pudo ver lo siguiente:

“Me fui hasta la esquina a tiempo para alcanzar a ver pasar el cuerpo desnudo de don Eloy Alfaro, que fue el que primero bajaron. Iba el cadáver desnudo de cintura arriba, en las piernas conservaba un calzón azul de paño; al lado de de la boca, en el lado izquierdo, tenía una herida, que no pude saber si era de balazo o de arma blanca. La cabeza parecía tener triturados todos los huesos del cráneo, de tal manera que temblaba como una bolsa de gelatina: mil años viviré que no olvidaré nunca lo que he visto. En la caja del cuerpo, que iba descubierta, yo no pude ver herida alguna, aunque decían que tenía una en la tetilla izquierda. Ví, sí, manchas de sangre en el pecho, pero no me parecieron sino provenientes de la herida de la cara. Al ver pasar esa masa horripilante, no pude contener un gesto de horror, me llevé constantemente las manos a la cara y se me escapó un grito "qué horror". Pero entonces un muchacho me increpó, "canalla ajo" me gritó, apuntándome con un revólver (...) El populacho llevó los cadáveres por toda la carrera Guayaquil, hasta la Plaza de La Alameda, en donde se dice que mutilaron el cuerpo de don Eloy Alfaro, cortándole el miembro viril."<!R13>

Gangotena relata a continuación, que los asesinos armados le obligaron a aplaudir el espectáculo horrendo que presenciaba a punta de pistola.
Aunque la turba gritaba "viva el pueblo católico", la Iglesia Católica no participó en la masacre. El arzobispo de Quito, Federico Gonzáles Suárez, relató luego de los hechos:

"En los momentos en que los cadáveres de los Generales Eloy Alfaro y Ulpiano Páez, eran arrastrados por la Plaza de la Independencia, un grupo del pueblo penetró al Palacio Arzobispal y se dirigió decididamente a los departamentos ocupados por el I. y Rvmo. señor Arzobispo. Al oír el ruido, salió de su cuarto Monseñor González Suárez y adelantándose a los del grupo, les preguntó qué querían. A lo que le contestaron: Dénos su Señoría Ilustrísima el permiso para repicar las campanas de la Catedral, porque el señor Sacristán Mayor (entonces el Presbítero señor José Miguel Meneses) no quiere permitirnos. Y ¿por qué quieren ustedes repicar las campanas de la Catedral?, replicó el I. señor Arzobispo. Porque, contestaron, debemos alegrarnos de que hayan desaparecido los que tanto  perseguían a la Iglesia. La Iglesia no puede aplaudir esta conducta, y así ustedes deben retirarse de aquí y les prevengo que no han de poner un dedo en las campanas de ninguna iglesia, concluyó el Prelado. No hubo, pues, repiques de campana en las iglesias católicas, como pretendieron algunos exaltados.” <!R14>

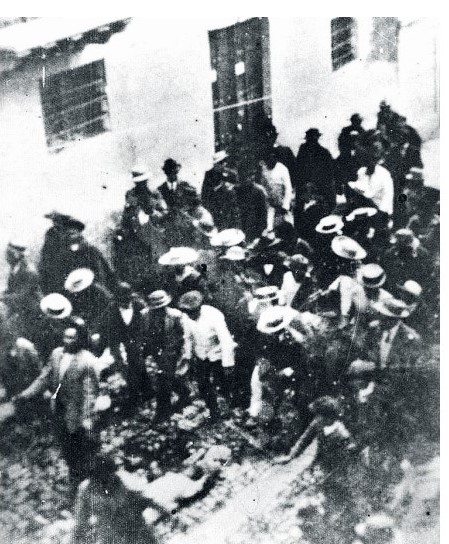
El cuerpo de Eloy Alfaro mientras era arrastrado al mediodía por las calles de Quito.

Ni el Ejército ni la Policía presentes intervinieron, hasta cuando los asesinos dejaron la hoguera que el escritor Alfredo Pareja Díez-Canseco llamó "la Hoguera Bárbara". Se supo que el Gobierno dio la orden de no reprimir ni intervenir, tanto a los mandos militares, cuanto al intendente de Policía de Quito. El intendente declaró en el proceso que fue el propio Freile quien le dio la orden de no impedir los desmanes, por lo que renunció inmediatamente.
Gangotena relata que la turba arrastró los cuerpos por toda la Plaza de la Independencia y luego bajó hacia San Agustín, en donde vivía Carlos Freile Zaldumbide, en cuya casa intentaron penetrar para dejarle los muertos, cosa que impidió la guardia presente. Freile declaró que estaba enfermo y en cama, por lo que se excusó de salir a ver el espectáculo.
Gangotena describe que fue a ver la escena en el parque capitalino, cerca de las 16:30. Nos precisa que no uno hubo una sola hoguera, sino por lo menos cinco, alineadas de este a oeste en el descampado y que solo la que contenía los despojos de Eloy Alfaro y Luciano Coral, había destruido mayormente los restos. Mezquina hasta con el combustible, la chusma dejó a medio quemar y reconocibles los restos del general Ulpiano Páez, así como los de Medardo y Flavio Alfaro, en cuyos cadáveres mutilados era posible todavía ver las vísceras. Se podían ver también, precisa el testigo, los restos de las cuerdas que los asesinos amarraron en los tobillos de las víctimas. Algunos niños jugaban con los muertos, picándolos con palos.
Sobre los restos de Eloy Alfaro, precisa:

"Había ahí, a las 4 y media que llegué, cuatro (luego destaca que son cinco)  piras ardiendo. En el número 1 estaban Eloy Alfaro y Luciano Coral. En el 2 el general Manuel Serrano, en el 3 el general Ulpiano Páez, en el 4, Flavio y Medardo Alfaro, en el 5 había sido puesto Medardo, pero como se apagara, habían traslado el cadáver a la hoguera en la que estaba Flavio. A la hora en que yo vi este terrible espectáculo, el fuego estaba ya casi apagado. No había llamas, sino apenas brazas de candela, los cuerpos medio carbonizados con la propia grasa entretenían al fuego expirante,lo que producía mucho humo, de un olor nauseabundo(...) en la primera el que estaba más consumido por el fuego era don Eloy Alfaro, Coral también estaba irreconocible, los dos tenían carbonizadas las cabezas y el flanco del cuerpo y los muslos, don Eloy tenía una canilla enteramente carbonizada, los pies y las manos de los dos, contraidas horriblemente, estaban casi intactas. Esta hoguera parece ser la que más combustible tuvo, y por ende, la que más destruyó los cadáveres." <!R15>

Empero, como si nada hubiera ocurrido, una banda de música ofreció una retreta frente a la casa de gobierno, el Palacio de Carondelet. Los diarios de la época apenas reportaron el hecho con pequeñas notas. Al término de su relato, Gangotena precisa que el sentir de la opinión pública fue de condena hacia las atrocidades cometidas, pero se justificaban los asesinatos. También anota que solo a balazos podría el Gobierno haber recuperado los cuerpos e impedido la barbarie, pero estima que es poco probable que el Ejército hubiera cumplido la orden de disparar a la turba. Reprocha también al coronel Sierra su absoluta inacción frente a lo que ocurría y el accionar de la prensa con diarios políticos, que representaban a Leonidas Plaza y Julio Andrade.<!R16>
El fiscal Jaramillo cuestionó duramente la acción del Ejército, que al parecer facilitó el asalto al penal y dio armas a los asesinos como Cevallos y otros. El Ejército había derrocado al presidente Alfaro pocos meses antes y no quería su regreso.
Enrique Ayala Mora, quien ha escrito una moderna historia del Ecuador, señala según su opinión: "No hay elementos suficientes para acusar a Plaza, pero es en cambio incuestionable que fueron los placistas junto con los conservadores y clérigos los que azuzaron a la multitud enloquecida".
José María Vargas Vila atribuyó el crimen tanto a los conservadores, como Carlos R. Tobar, quien había declarado años antes de la tragedia, que a Alfaro había que quemarlo como a un hereje, cuanto a Plaza, por su afán de quedarse con el poder.
A partir de ese día, se inició en el país la persecución de los alfaristas, y hasta 1916 en que ya gobernaba Leonidas Plaza Gutiérrez, se registraron alrededor de 8.000 muertos, debido a una guerra civil que se desató en la provincia de Esmeraldas en la denominada Guerra de Concha.

## Mausoleo y homenajes

Condecoración General Eloy Alfaro Delgado.

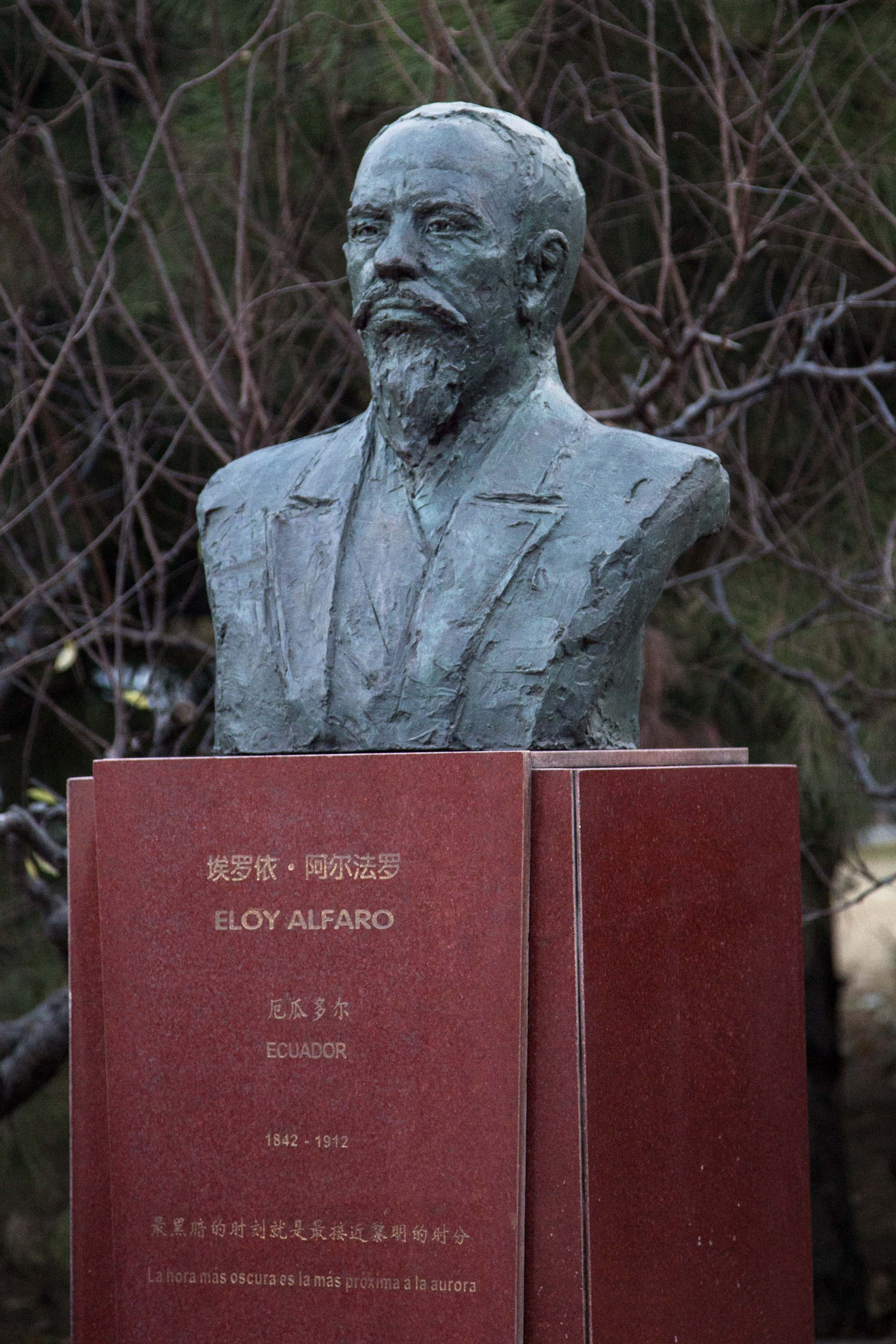
Busto de Eloy Alfaro en los exteriores del Museo JINTAI, ubicado en el parque de Chaoyang, Beijing.

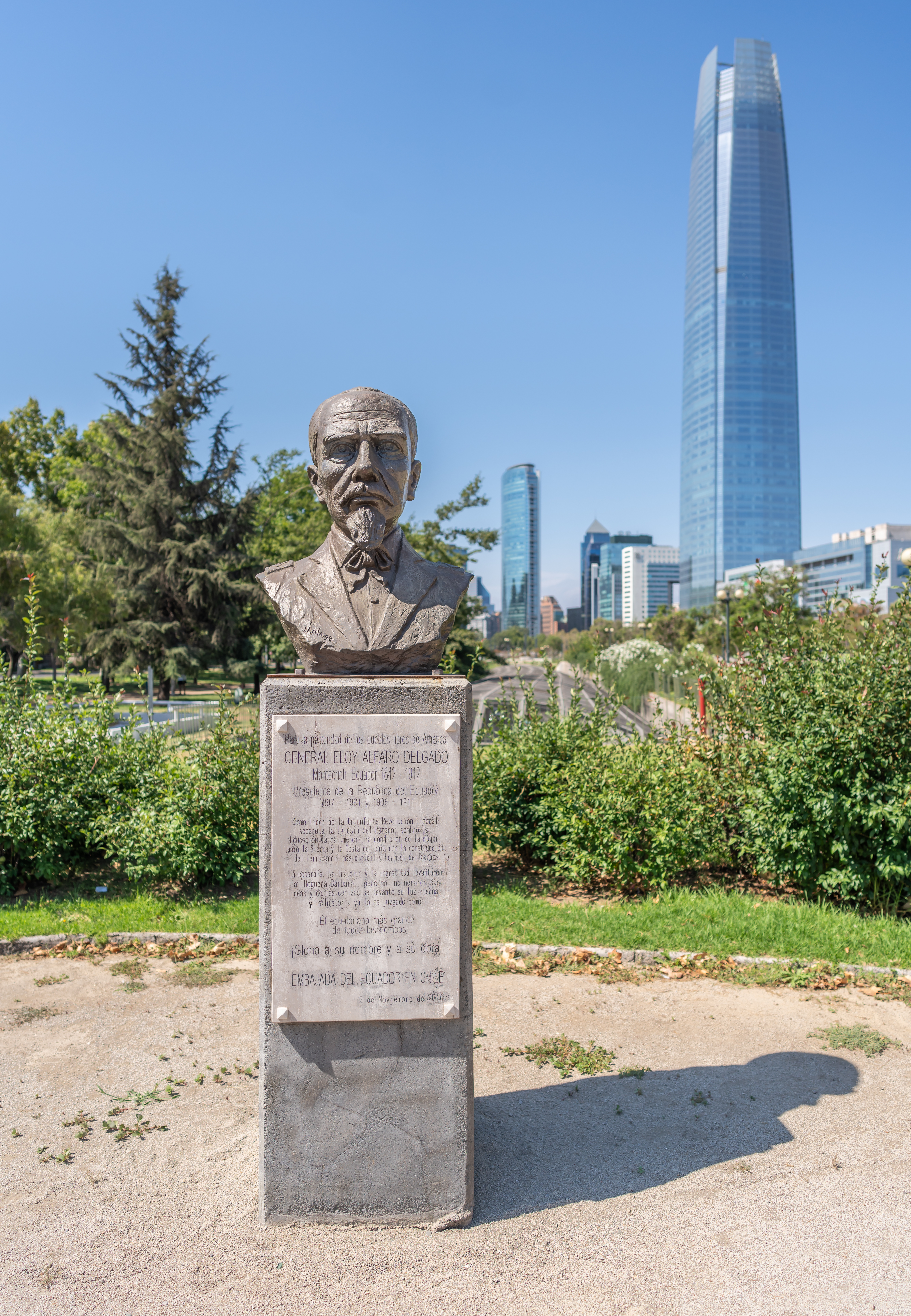
Busto Eloy Alfaro en Santiago de Chile.

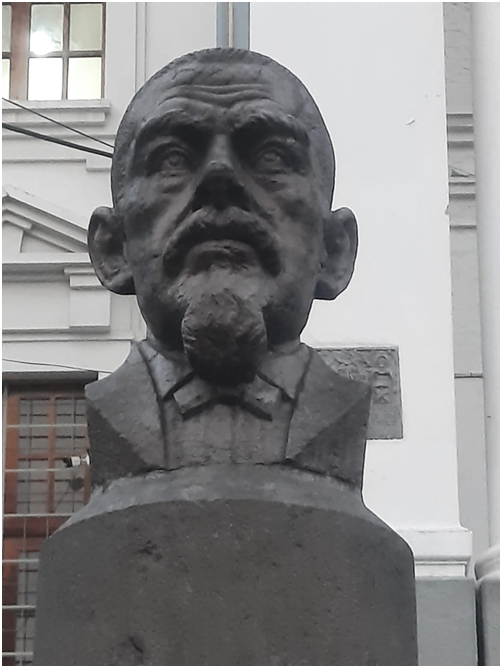
Busto de Eloy Alfaro en el Instituto Nacional Mejía.

A escondidas, sin los honores a los que tenía derecho como expresidente de la República y general del Ejército, los irreconocibles restos del presidente Alfaro y sus tenientes fueron enterrados en un cementerio público de Quito. En el acta de defunción se anotó como causa de muerte que "lo había matado el pueblo". El acta no registra peritaje médico alguno y tomando en cuenta que según Gangotena, en la misma pira se quemó a Alfaro y Luciano Coral, hasta quedar irreconocibles, no hay certeza de que se hayan podido identificar sus restos debidamente, a diferencia de otros de los martirizados cuyos cuerpos no fueron totalmente quemados por falta de suficiente combustible. En los años 40 del siglo XX se trasladaron las que se cree son sus cenizas hacia Guayaquil, en cuyo Cementerio General se levantó un Mausoleo, con un busto de bronce. Durante la presidencia de Rafael Correa Delgado, en 2008, parte de las supuestas cenizas del Viejo Luchador fueron retiradas y trasladadas con honores militares al complejo llamado Ciudad Alfaro, en la población manabita de Montecristi, su tierra natal, que también albergó a la Asamblea Constituyente de 2008. El Mausoleo, decorado con murales, contiene lo que se supone son las cenizas de Alfaro en una urna. La celda del Penal García Moreno donde fue muerto nunca más fue ocupada. Actualmente hay un busto de Alfaro en ella.
En los años 1980 surgió un grupo guerrillero llamado Alfaro Vive ¡Carajo!. Integrantes del grupo robaron las espadas del General Alfaro del museo de la ciudad de Guayaquil e incluyeron su imagen en su bandera de combate. Este grupo guerrillero realizó operaciones en el Ecuador desde el año 1983 hasta el año 1991.
En las principales ciudades ecuatorianas hay calles y avenidas en honor a Alfaro. La avenida Eloy Alfaro es una de las principales de Quito.
En la capital se levanta también un obelisco que señala un lugar muy cercano al real, en el cual la turba quemó los despojos del presidente Alfaro y sus tenientes, probablemente en el sitio que Gangotena señaló como la pira número uno. El obelisco, pintado de rojo, está coronado por una antorcha en el centro del parque de El Ejido. El obelisco tiene una placa que dice "Martirio y glorificación de Alfaro, 28 de enero de 1912".
En frente del obelisco, el alcalde Paco Moncayo hizo levantar una estatua de Alfaro. Cada 5 de junio, aniversario de la Revolución, los colegios públicos de Quito le rinden homenaje, depositando ofrendas florales. También realizan una ceremonia en su memoria las logias masónicas de la capital.
En el pueblo de Concepción, Colombia, a la base de la estatua de José María Córdova, se colocó en 1971 (y todavía presente con extremo orgullo) una placa de agredicimiento hacia Eloy Alfaro como símbolo de hermandad entre Colombia y Ecuador.
En Guayaquil, un gran monumento levantado a mediados del siglo xx recuerda al general Alfaro, y lo muestra liderando la Revolución liberal. Este se encuentra a la entrada este de la ciudad, en las inmediaciones del complejo de puentes de la Unidad Nacional.
Actualmente el principal premio que otorga la Asamblea Nacional lleva su nombre: Condecoración General Eloy Alfaro Delgado.
En noviembre de 2016 se inauguró en Santiago de Chile el parque República del Ecuador con un busto del general Eloy Alfaro.

## Sucesión
| Predecesor: Vicente Lucio Salazar (e) | Presidente de la República del Ecuador (1.er Período) 23 de agosto de 1895 - 31 de agosto de 1901 | Sucesor: Leónidas Plaza Gutiérrez     |
| Predecesor: Lizardo García            | Presidente de la República del Ecuador (2.º Período) 16 de enero de 1906 - 12 de agosto de 1911   | Sucesor: Carlos Freile Zaldumbide (e) |